# Commanderie de Thévalle
Pour les articles homonymes, voir Thévalle.
La commanderie de Thévalle est une commanderie hospitalière située dans le département de la Mayenne à 2,5 km de Laval, sur la route de Château-Gontier. L'orthographe actuelle usuelle du nom du lieu est : Thévalles, c'est aujourd'hui un quartier de la ville de Laval.

## Désignations auxXIIeetXIIIesiècles
- Aqua de Thévalla, XIIe siècle (Bibliothèque de Laval, manuscrit 87)
- L'hospitau de Tesvalle, 1303

## Introduction
Cette commanderie fondée par les seigneurs de Laval, appartenait aux Hospitaliers de l'ordre de Saint-Jean de Jérusalem, et se composait de trois membres : 
- Thévalle, chef-lieu
- Le Breil aux Francs
- Chevillé, paroisse de même nom[1].

Le Breil-aux-Francs appartenait primitivement aux Templiers, comme le prouvent les chartes de 1274 et de 1294 mais fut dévolu aux Hospitaliers.

## Histoire
L'acte le plus ancien connu, quoique non daté, qui concerne les Hospitaliers de Thévalle est le don fait par Guy, fils d'Adam, Agnès, sa femme, Jean et Jeanne, ses enfants, de tout ce qu'il possédaient au-delà du ruisseau de Thévalle, ultra aquam (et non agnam) de Thévalla. 
À cette époque, la commanderie est dite de Laval, peut-être l'établissement primitif était-il dit à Saint-Jean de l'Hôtellerie ; le don qui précède aurait décidé de la fondation de Thévalle. Guénard, seigneur du lieu, ratifia l'acte de son vassal.
Guy V de Laval au XIIe siècle créa en faveur du nouvel hôpital une foire de trois jours à la fête de la Décollation de Saint-Jean-Baptiste, lui laissant la moitié de toutes les recettes et le droit d'étalage. Un officier du seigneur percevait la taxe, et celui des Hospitaliers portait la bourse. 
Les religieuses d'Avesnières furent obligées en 1169 de reconnaître l'exemption dont jouissait dans leur fief comme ailleurs les terres des chevaliers en vertu des privilèges de leur Ordre, se contentant de recevoir chaque année deux setiers de seigle, un setier d'avoine, et une livre d'encens. 
On connait quelques autres libéralités : 
- en 1220 : don fait aux frères Hospitaliers par Philippe de Saint-Denis, chevalier, de tout le droit de dîme que lui et son père possédaient dans les paroisses de Meslay et du Bignon ;
- en mai 1237, don fait aux mêmes par Mathieu du Verger et Jeanne sa femme, de cinq sols de cens et de deux setiers de seigle à prendre sur le tenement de Bois-Gamast, etc.  ;
- en 1237, des droits sur l'étang et le moulin de Jouanneau, sur l'écluse d'Etrogné, et sur le moulin que les frères y pourraient établie ;
- en septembre 1274, acte par lequel Thibault de Mondamer assigne sur la métairie de la Haye-Guyon, en la paroisse d'Arquenay, une rente de dix sols qu'il devait au commandeur du Breil-aux-Francs ;
- en 1293, don d'une rente de trois sols aux Templiers du Breil aux Francs ;
- sans date (fin du XIIIe siècle), plaintes du commandeur de Thévalle contre les violences et les entreprises da seigneur de Laval sur sa juridiction (en français).

Mais ce qu'on connait ainsi par des actes isolés n'est rien à comparer aux rentes, aux domaines, aux fiefs qui formèrent plus tard la dotation de la commanderie de Thévalle, après l'annexion de la commanderie du Breil-aux-Francs et de la commanderie de Chevillé.
La commanderie de Thévalle avait des domaines dans quarante paroisses. Ses revenus, suivant Expilly, étaient estimés 4 500 livres.

## Commandeurs
- Gervais, qui avec Jean, commandeur d'Artins, reçut le don de Guy, fils d'Adam, XIIe siècle ;
- Bernard de la Rochère, du temps de Guy VI de Laval.
- Jean Lemoine, 1353-1360 ;
- Nicolas Séguin, 1395 ;
- Guillaume Levoyer, 1411 ;
- Alain de Boiséon, 1452 ;
- Jacques de Chasteau Challon, 1477 ;
- Guytereau, 1488-1493 ;
- Léon Jau, 1512;
- Louis Gourdeau, 1521 ;
- François de Sousselles, 1527 ;
- Léon Goullard, 1533 ;
- René Lecirier, 1564 ;
- Louis de la Roche dit la Boullaye, 1570 ;
- Bertrand Peloquin, 1575 ;
- Jean Grignon, 1578 ;
- Claude de Liniers, 1592 ;
- Adam Bellanger, 1594-1619 ;
- Urbain de Salles, sieur de l'Escoublère, 1620 ;
- Antoine Thomasset, sieur de la Boislinière, 1653 ;
- Charles de Villiers, sieur de Lauberdière, 1668 ;
- Charles du Plantis Landereau, 1675 ;
- Gabriel du Bois de La Ferté, 1695 - 1702 (depuis 1634, les commandeurs sont établis à la Commanderie du Breil-aux-Francs à une lieue de Thévalles)
- Charles Charbonneau de la Forte Ecuyère, 1704 ;
- Victor-Henri Leroux, 1729 ;
- Le chevalier de la Corbinière, 1741 ;
- Alexis Binet de Montiffroy, 1765 ;
- Achille-Charles-Alexis de Keronard, 1768 ;
- Jean-Henri de la Laurencie, 1775.